# Claudio Marchisio
Claudio Marchisio, född 19 januari 1986 i Turin, är en italiensk före detta fotbollsspelare.

## Klubbkarriär

### Juventus
Marchisio kom till Juventus 1993 där han till en början spelade som anfallare. Det var inte förrän han var 16 år som han flyttades ner till mittfältet. Under säsongerna 2004/2005 och 2005/2006 kallades han upp för att träna med A-laget flera gånger och managern Fabio Capello gav honom dessutom ett tröjnummer. Första matchen han blev uttagen var en match mot Cagliari men han fick ingen speltid.
Efter att ha fått mycket speltid i träningmatcherna inför säsongen 2006/2007 fick Marchisio en plats i A-laget, delvis på grund av Serie A-skandalen som gjorde att Juventus flyttades ner till Serie B och flera av lagets tongivande spelare såldes. 19 augusti 2006 gjorde Marchisio sin debut i Coppa Italias tredje omgång när han fick hoppa in i 3-0-vinsten över Martina. Ligadebuten gjorde han 28 oktober mot Frosinone efter att ha bytt av David Trezeguet. Första matchen från start gjorde han omgången därefter mot Brescia. Allt eftersom säsongen fortskred så fick Marchisio mer och mer speltid. I matchen mot Arezzo gjorde han en assist, matchen slutade med vinst 5-1, vilket resulterade i att Juventus var klara för spel i Serie A kommande år.

### Lån till Empoli
Den 25 juli 2007 lånades Marchisio ut till Empoli tillsammans med Sebastian Giovinco för att få mer speltid. Han gjorde debut i Serie A den 26 augusti mot Fiorentina, samt debut i europacupen månaden efter mot FC Zürich i UEFA cupen. Trots att han inte gjorde några mål var han en viktig del i Empoli och spelade 26 ligamatcher. Empoli klarade inte av att hålla sig kvar i Serie A och Juventus nya manager Claudio Ranieri återkallade Marchisio.

### Tillbaka i Juventus
Efter ett bra år i Empoli återvände Marchisio till Juventus säsongen 2008/2009 och gjorde en mycket bra Champions League-debut i tredje kvalrundans andra match mot Artmedia Petržalka, där han spelade hela matchen. Under Ranieri etablerade sig Marchisio på mittfältet och gjorde bland annat en stormatch mot Milan där han fick utmärkelsen "Man of the Match".. Marchisio blev snabbt en publikfavorit och fansen röstade fram honom som december månads bästa spelare. Den 24 januari 2009 gjorde Marchisio sitt första mål när han avgjorde en match mot Fiorentina. Nästkommande vecka så förlängde Marchisio sitt kontrakt till juni 2014. Hans säsong förstördes dock en aning efter flera mindre skador i april som höll honom borta från planen ända tills näst sista matchen. Juventus spelade borta mot Siena och Marchisio noterades för ett mål och en assist i 3-0-segern. Hans fina säsong gjorde att Marcello Lippi senare tog ut honom i landslaget och Marchisio fick då göra landslagsdebut.
Marchisio fortsatte att vara ordinarie under Ciro Ferrara och senare Alberto Zaccheroni säsongen 2009/2010. I början av säsongen var han i toppform då han blev "Man of the Match" fyra gånger i rad och framröstad som månadens spelare i september av Juventus fans. I början av oktober drog Marchisio på sig en knäskada mot Palermo som gjorde att han var borta i drygt en och en halv månad. Den 5 december 2009 gjorde han det avgörande 2-1-målet i en match mot Inter. I slutet av året röstades han fram som 2009 års bästa Juventusspelare av fansen på deras hemsida. Den 11 mars 2010 när Juventus spelade mot Fulham i Europa League fick Marchisio för första gången agera lagkapten efter att David Trezeguet blivit utbytt då vice-kaptenerna Gianluigi Buffon och Giorgio Chiellini missade matchen på grund av skador och Alessandro Del Piero fick se matchen från bänken.
Under säsongen 2011 gjorde han sin 100:e match i Juventus och firade det med att göra ett av målen i 4-0-vinsten över Udinese. Han startade sin första match som lagkapten i april mot Roma. Den 17 maj 2011 skrev Marchisio på ett nytt kontrakt som gäller till 2016.
Säsongen 2011/2012 startade Marchisio bra genom att göra ett av målen i premiären mot Parma som Juventus vann med 4-1. Den 2 oktober gjorde han två sena mål som blev matchvinnande i mötet med Milan, vilket var första gången han gjorde mer än ett mål i samma match.

### Zenit Sankt Petersburg
Den 3 september 2018 värvas Marchisio till Ryska Premier League-klubben Zenit Sankt Petersburg, där han skrev på ett tvåårskontrakt. Den 1 juli 2019 meddelade Zenit att Marchisio lämnade klubben.
Den 3 oktober 2019 meddelade Marchisio att han avslutade sin fotbollskarriär.

## Landslagskarriär
Marchisio har spelat 14 matcher för det italienska U-21-landslaget där höjdpunkten var U21-EM 2009. Där startade han alla matcher förutom semifinalen mot Tyskland då han var avstängd.
Den 12 augusti 2009 gjorde han debut i Italiens A-landslag, då han startade en vänskapsmatch mot Schweiz. Första tävlingsmatchen var i VM-kvalet 2010 mot Bulgarien på hemmaplan. Till det efterföljande världsmästerskapet var han uttagen i Italiens 23-mannatrupp.
Marchisio gjorde sitt första landslagsmål i kvalet till EM 2012 mot Serbien knappt en minut in i matchen. Målet var det 250:e av en Juventusspelare i Italiens landslag.

## Privatliv
Marchsio är gift med Roberta sedan juni 2008. De har en son tillsammans som föddes i augusti 2009, medan Claudio Marchisio var med och tävlade för Italien i VM-kvalet.

## Meriter
Juventus
- Serie A: 2012, 2013, 2014, 2015,2016,2017
- Serie B: 2007
- Supercoppa italiana: 2012, 2013, 2015,2016
- Coppa Italia: 2015,2016,2017

Italien
- EM-silver: 2012
- Confederations Cup-brons: 2013